# Francisco Montes (Fußballspieler)
Sotero Francisco Montes Varela (* 22. April 1943 in Zacatecas) ist ein ehemaliger mexikanischer Fußballspieler, der als Innenverteidiger agierte.

## Biografie

### Verein
Soweit nachvollziehbar, begann die Profikarriere von Pancho Montes 1964 beim CD Veracruz, der in jenem Jahr nach zwölfjähriger Abstinenz seine Rückkehr in die Primera División feiern durfte. Während zwei dritte Plätze in den Spielzeiten 1967/68 und 1969/70 seine größten Erfolge mit den Tiburones Rojos de Veracruz waren, erreichte er nach seinem Wechsel zu Atlético Español in den Spielzeiten 1972/73 und 1973/74 zweimal die 1970/71 neu eingeführten Play-offs. Dabei scheiterte AE 1973 im Halbfinale gegen León erst im Elfmeterschießen und erreichte 1974 die Finalspiele gegen den seinerzeitigen Serienmeister Cruz Azul, der sich auch diesmal durchsetzen konnte und den Titel-Hattrick schaffte. Nach diesen beiden Spielzeiten kehrte Pulido nach Veracruz zurück, wo er seine Profikarriere in der Saison 1974/75 ausklingen ließ.

### Nationalmannschaft
In den Jahren 1970 und 1971 kam er insgesamt 18 Mal für die mexikanische Fußballnationalmannschaft zum Einsatz, davon 16 Mal über die volle Distanz von 90 Minuten. Obwohl er alle neun Länderspiele, an denen er 1970 teilnahm, in voller Länge absolvierte und in den WM-Kader 1970 berufen wurde, kam er bei der WM selbst nicht zum Einsatz.
Pancho Montes gab sein Länderspieldebüt am 18. Februar 1970 gegen Bulgarien (2:0) und verabschiedete sich am 13. Oktober 1971 mit einem 4:0-Sieg gegen die Bermudas.

### Fotostudio
Nach dem Ende seiner aktiven Laufbahn eröffnete er zusammen mit seiner Frau ein Fotostudio in Monterrey.